# Марк-Антуан Жирар де Сент-Аман
Марк-Антуан Жирар де Сент-Аман (справжнє ім'я Антуан Жирар, Antoine Girard; 30 вересня 1591 — 29 грудня 1661) — французький поет, член Французької академії.

## З біографії
У 1650 році побував у Варшаві, де отримав матеріал для написання «Героїчних ідилій», в яких зобразив боротьбу українських козаків за незалежність.

## Твори
- Les Œuvres, Paris, F. Pomeray, 1628.
- Les Œuvres et Suite des Œuvres, Paris, N. Trabouillet, 1632.
- Les Œuvres, Deuxième Partie', Paris, 1643.
- Les Œuvres, Troisième Partie, Paris, A. Quinet, 1649.
- Moyse sauvé, Idylle héroïque, Paris, A. Courbé, 1653.
- Dernier Recueil de diverses poësies, Paris, A. de Sommaville, 1658.
- Œuvres complètes, éd. Ch.-L. Livet, Paris, P. Jannet, 1855, 2 vol.
- Œuvres, éd. J. Lagny et J. Bailbé, Paris, S.T.F.M., 1967-1971, 5 vol.